# Brompton and Rhiston
Brompton and Rhiston var en civil parish från 1866 till 1987 då den blev en del av Chirbury with Brompton, i grevskapet Shropshire, i England. Civil parish var belägen 30 km från Shrewsbury och hade 93 invånare år 1971.